# Stazione di Roccastrada
Stazione di Roccastrada vasútállomás Olaszországban, Roccastrada településen.

## Vasútvonalak
Az állomást az alábbi vasútvonalak érintik:
- Siena-Grosseto-vasútvonal

## Kapcsolódó állomások
A vasútállomáshoz az alábbi állomások vannak a legközelebb:
- Stazione di Sticciano
- Stazione di Civitella Paganico